# Yzeron (Rhône)
Yzeron ist eine französische Gemeinde mit 980 Einwohnern (Stand 1. Januar 2022) im Département Rhône in der Region Auvergne-Rhône-Alpes. Sie gehört zum Arrondissement Lyon und zum Kanton Vaugneray.

## Geographie
Die Gemeinde liegt rund 20 Kilometer westlich von Lyon in den östlichen Ausläufern des Berglandes Monts du Lyonnais. Nachbargemeinden von Yzeron sind:
- Courzieu im Norden,
- Vaugneray im Nordosten,
- Thurins im Südosten,
- Saint-Martin-en-Haut im Südwesten und
- Saint-Genis-l’Argentière im Westen.

Das Gemeindegebiet wird vom gleichnamigen Fluss Yzeron durchquert, dessen Quellgebiet westlich des Hauptortes liegt. Er wurde dort zu einem kleinen See aufgestaut, an dessen Ufer ein Freizeitzentrum entstanden ist. Neben dem Ort Yzeron selbst ist auch der Weiler Châteauvieux von größerer Bedeutung.

### Verkehrsanbindung
Die Gemeinde liegt abseits überregionaler Verkehrswege. Die lokale Verkehrsanbindung erfolgt durch die Départementsstraße D489, die Yzeron mit Lyon verbindet.

## Bevölkerungsentwicklung
| Jahr                       | 1968 | 1975 | 1982 | 1990 | 1999 | 2009 | 2016 |
| Einwohner                  | 505  | 483  | 560  | 675  | 769  | 1009 | 1038 |
| Quellen: Cassini und INSEE |      |      |      |      |      |      |      |

## Sehenswürdigkeiten
- Église de Châteauvieux, Romanische Kirche aus dem 11. Jahrhundert – Monument historique[1]